# Iosco County
Iosco County is een county in de Amerikaanse staat Michigan.
De county heeft een landoppervlakte van 1.422 km² en telt 27.339 inwoners (volkstelling 2000). De hoofdplaats is Tawas City.